# Palais Henckel von Donnersmarck
 (août 2020).

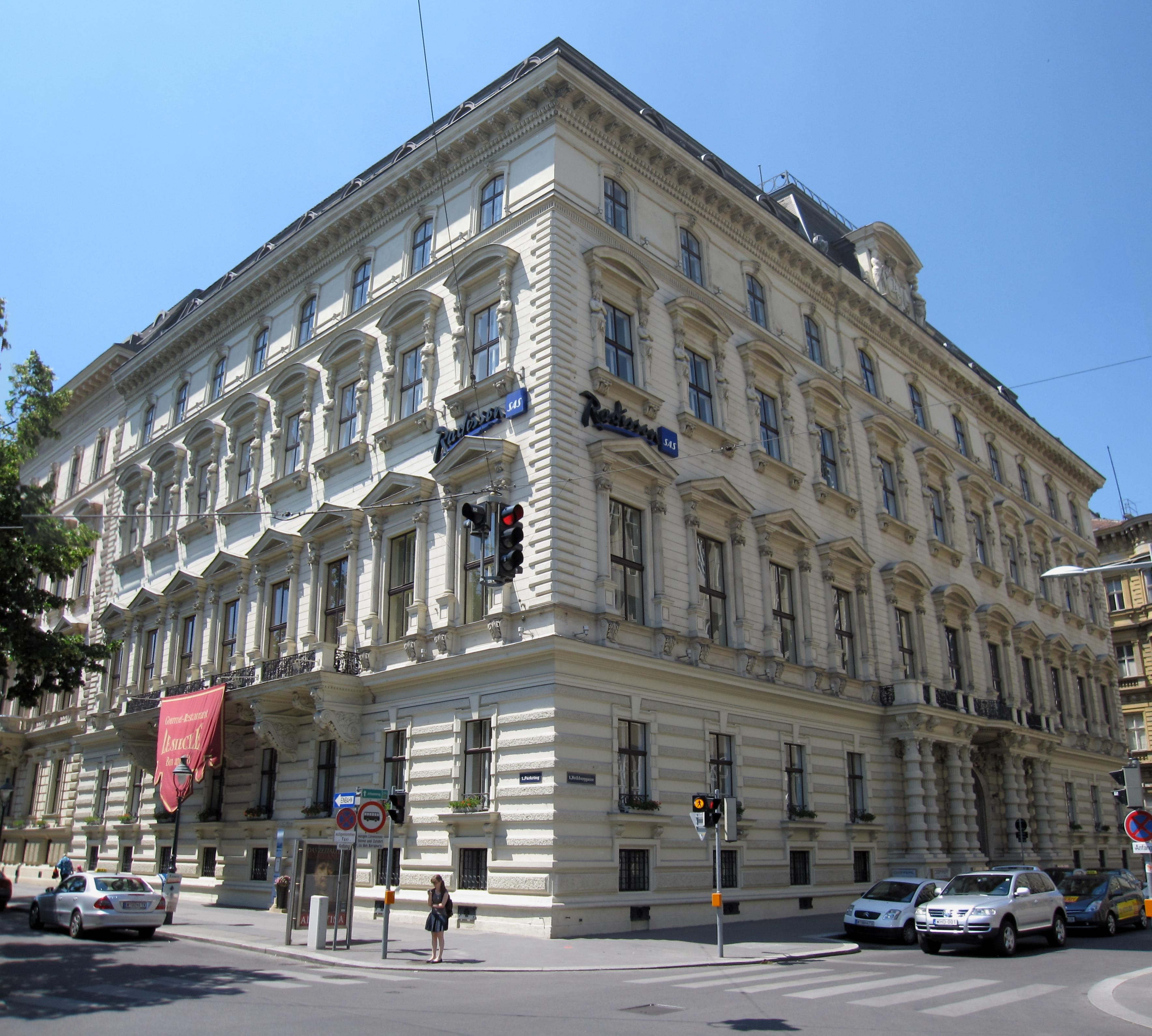
Palais Henckel von Donnersmarck

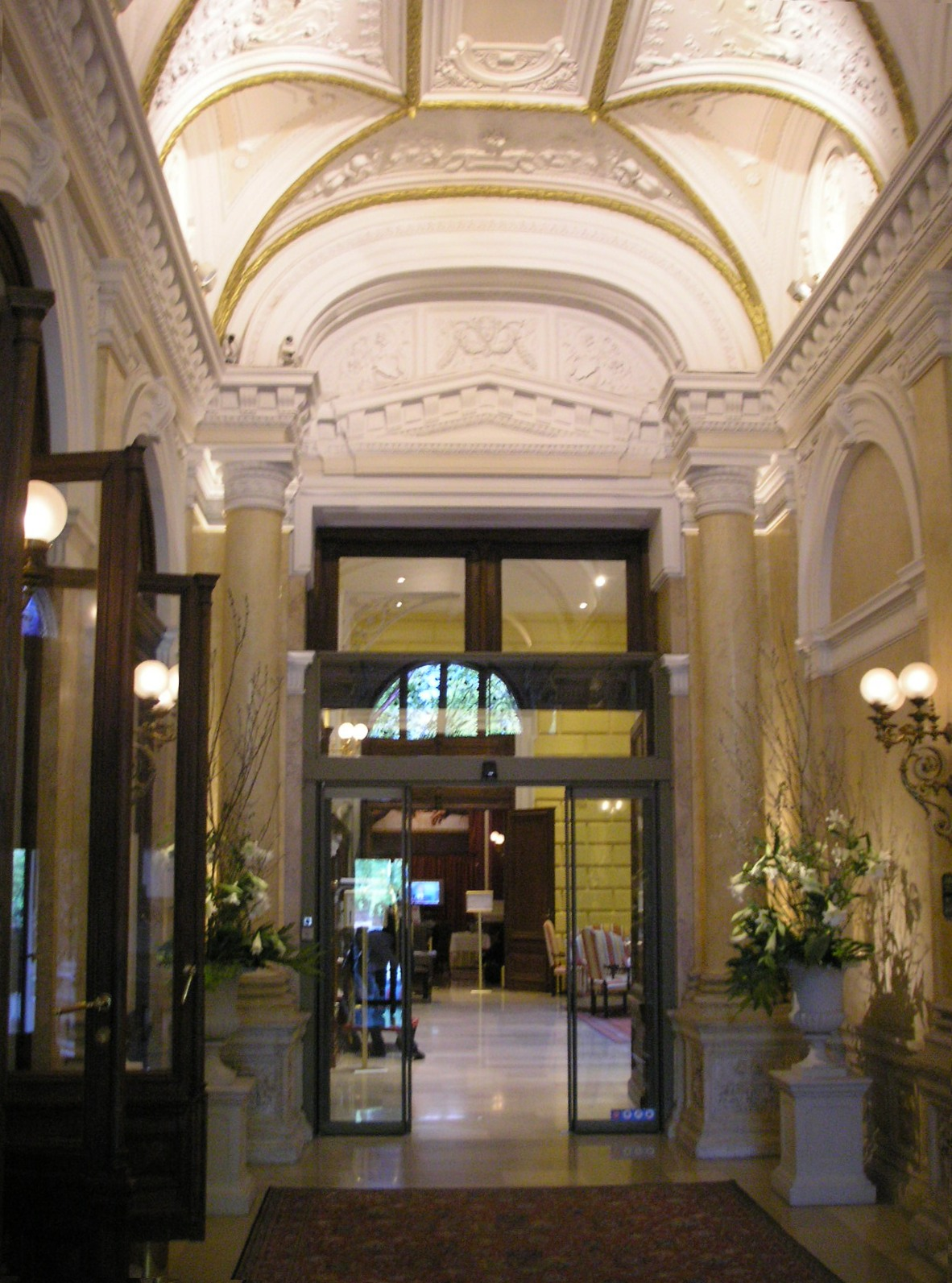
Hall d'entrée du Palais Henckel von Donnersmarck

Le palais Henckel von Donnersmarck est un palais de la Ringstrasse à Vienne. Il est situé sur la Ringstrasse dans l'Innere Stadt de Vienne. 

## Histoire
Le constructeur du palais était l'industriel Hugo Henckel von Donnersmarck, comme cadeau pour sa seconde épouse Laura, comtesse Kaszongi. Il l'a fait construire en 1871/1872. 
Le palais a été conçu par August Schwendenwein et Johann Romano . 
Le comte Edmund Zichy, qui était une figure importante de la haute société de la Ringstrasse et un promoteur de l'art et de la science, a vécu dans le palais pendant un certain temps. Il y avait de grands tapis dans l'appartement qu'il avait lui-même conçu. La collection de bronzes indiens et chinois était bien connue. En 1906, après la mort de la comtesse Zichy, le palais fut vendu au comte Mir. Le monogramme M est toujours visible dans la couronne du comte sur le pignon. À la mort du comte, sa veuve la vendit à Alberto marquis de Hohenkubin en 1917, mais il vivait rarement dans la maison. 
Après la Seconde Guerre mondiale, la maison a été pillée et endommagée. En 1975, le palais passa aux héritiers du marquis, décédé en 1972. À cette époque, la maison était déjà vide. Deux ans plus tard, les héritiers l'ont vendu à la municipalité de Vienne. Entre 1983 et 1985, il a été transformé en hôtel par les architectes Pfeffer Consult. Avec le palais Leitenberger voisin, le bâtiment a abrité le Radisson Blu Hotel jusqu'à fin 2013. Depuis, il a été reconstruit à nouveau ; à partir de 2021, il comprendra à nouveau un hôtel de luxe et des appartements de luxe.